# 286 TCN
286 TCN là một năm trong lịch La Mã.